# 林聞詔
林聞詔，字叔宣，别號欽之，福建福州府長樂縣匠籍。

## 生平
萬曆四十三年（1615年）乙卯科福建鄉試第四十三名舉人，四十四年（1616年）丙辰科三甲一百名進士，兵部觀政，授官浙江秀水县知县，四十七年考察，補鳳陽府儒學教授，天啓元年升龍游知縣，三年擢刑部廣西司主事，五年晋员外郎、郎中，六年致仕。

## 家族
曾祖林灌。祖父林景鸿。父林宏。

## 引用
1. ↑  《萬曆四十四年丙辰科進士序齒録》
2. ↑  天啓五年十二月，南京浙江道御史羅萬爵疏參舊樞臣趙彥、舊督臣張我續、原任工部尚書白所知暨南京戶部員外陳楚產、刑部郎中林聞詔。得旨：趙彥、張我續、白所知俱已有旨了，陳楚產、林聞詔著吏部即與議復。